# Pseudophoxinus
 Pseudophoxinus és un gènere de peixos de la família dels ciprínids i de l'ordre dels cipriniformes.

## Taxonomia
- Pseudophoxinus alii (Küçük, 2007)[2]
- Pseudophoxinus anatolicus (Hankó, 1924)[3]
- Pseudophoxinus antalyae (Bogutskaya, 1992)[4]
- Pseudophoxinus battalgilae (Bogutskaya, 1998)[5]
- Pseudophoxinus beoticus (Stephanidis, 1939)
- Pseudophoxinus callensis (Guichenot, 1850)[6]
- Pseudophoxinus crassus (Ladiges, 1960)[7]
- Pseudophoxinus drusensis (Pellegrin, 1933)[8]
- Pseudophoxinus egridiri (Karaman, 1972)[9]
- Pseudophoxinus elizavetae (Bogutskaya, Kucuk & Atalay, 2006)[10]
- Pseudophoxinus fahirae (Ladiges, 1960)[7][11]
- Pseudophoxinus firati (Bogutskaya, Kucuk & Atalay, 2006)[10]
- Pseudophoxinus handlirschi (Pietschmann, 1933)[12]
- Pseudophoxinus hasani (Krupp, 1992)[13]
- Pseudophoxinus kervillei (Pellegrin, 1911)[14]
- Pseudophoxinus maeandri (Ladiges, 1960)[7]
- Pseudophoxinus maeandricus (Ladiges, 1960)[7]
- Pseudophoxinus ninae (Freyhof & Özulug, 2006)[15]
- Pseudophoxinus punicus (Karaman, 1924)[16]
- Pseudophoxinus sojuchbulagi (Abdurakhmanov, 1950)[17]
- Pseudophoxinus stymphalicus (Valenciennes, 1844)
- Pseudophoxinus zekayi (Bogutskaya, Kucuk & Atalay, 2006)[10]
- Pseudophoxinus zeregi (Heckel, 1843)[18][19][20][21][22][23][24][25]